# Castillon (Hautes-Pyrénées)
Castillon ist eine französische Gemeinde mit 76 Einwohnern (Stand 1. Januar 2022) im Département Hautes-Pyrénées in der Region Okzitanien (vor 2016: Midi-Pyrénées). Sie gehört zum Arrondissement Bagnères-de-Bigorre und zum Kanton La Vallée de l’Arros et des Baïses.
Die Einwohner werden Castillonais und Castillonaises genannt.

## Geographie
Castillon liegt circa sechs Kilometer nordöstlich von Bagnères-de-Bigorre in der historischen Vizegrafschaft Nébouzan. Der Arros-Nebenfluss Luz begrenzt das Gemeindegebiet im Westen und Norden.
Umgeben wird Castillon von den sechs Nachbargemeinden:
|                  | Cieutat                                     | Bonnemazon       |
| Argelès-Bagnères | Kompassrose, die auf Nachbargemeinden zeigt | Bourg-de-Bigorre |
| Uzer             | Bettes                                      |                  |

## Einwohnerentwicklung
Nach Beginn der Aufzeichnungen stieg die Einwohnerzahl bis zur Mitte des 19. Jahrhunderts auf einen Höchststand von rund 275. In der Folgezeit sank die Größe der Gemeinde bei kurzen Erholungsphasen bis heute.
| Jahr      | 1962 | 1968 | 1975 | 1982 | 1990 | 1999 | 2006 | 2011 | 2022 |
| --------- | ---- | ---- | ---- | ---- | ---- | ---- | ---- | ---- | ---- |
| Einwohner | 129  | 123  | 112  | 115  | 109  | 98   | 90   | 82   | 76   |

## Sehenswürdigkeiten

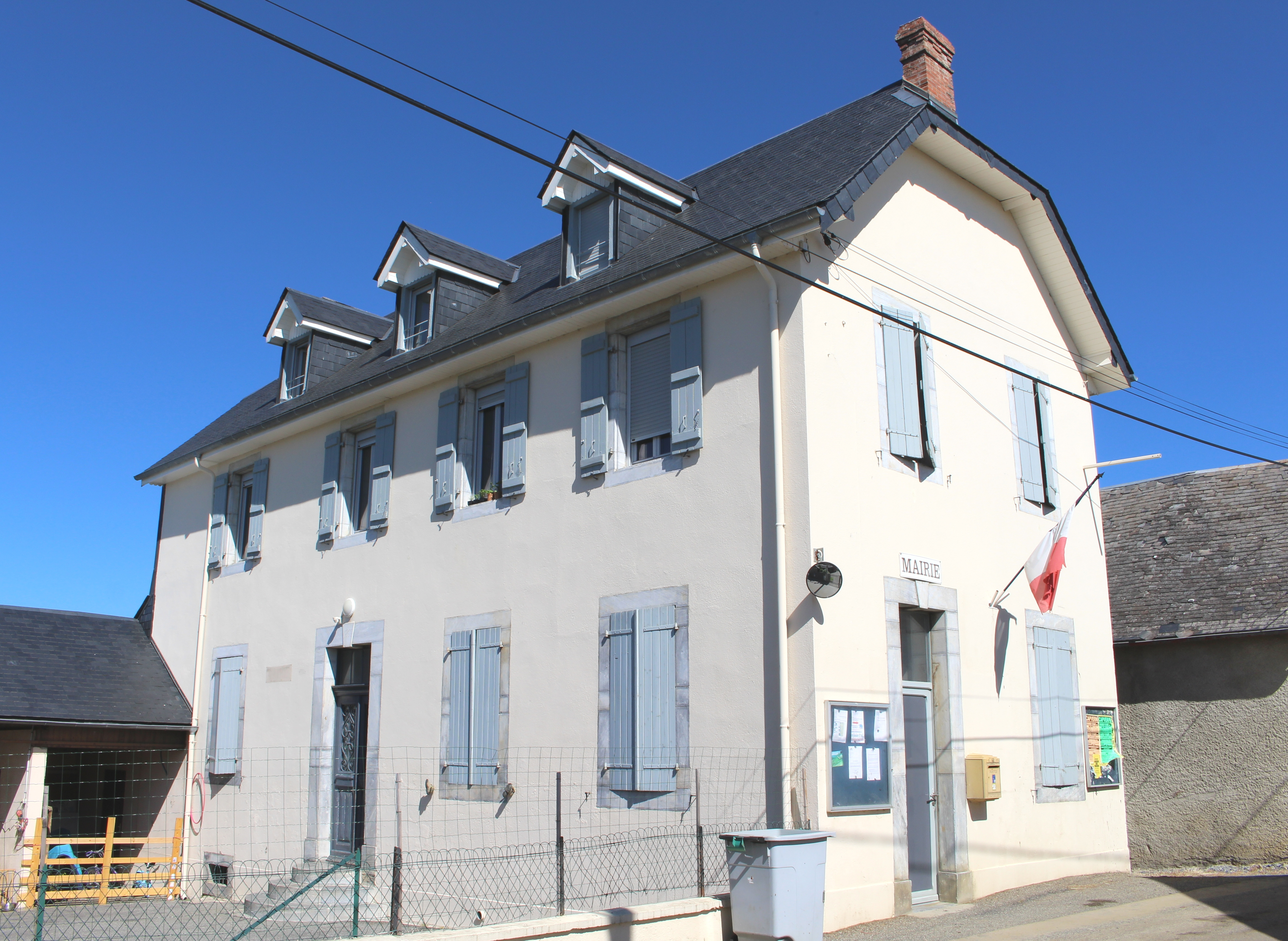
Rathaus (mairie)

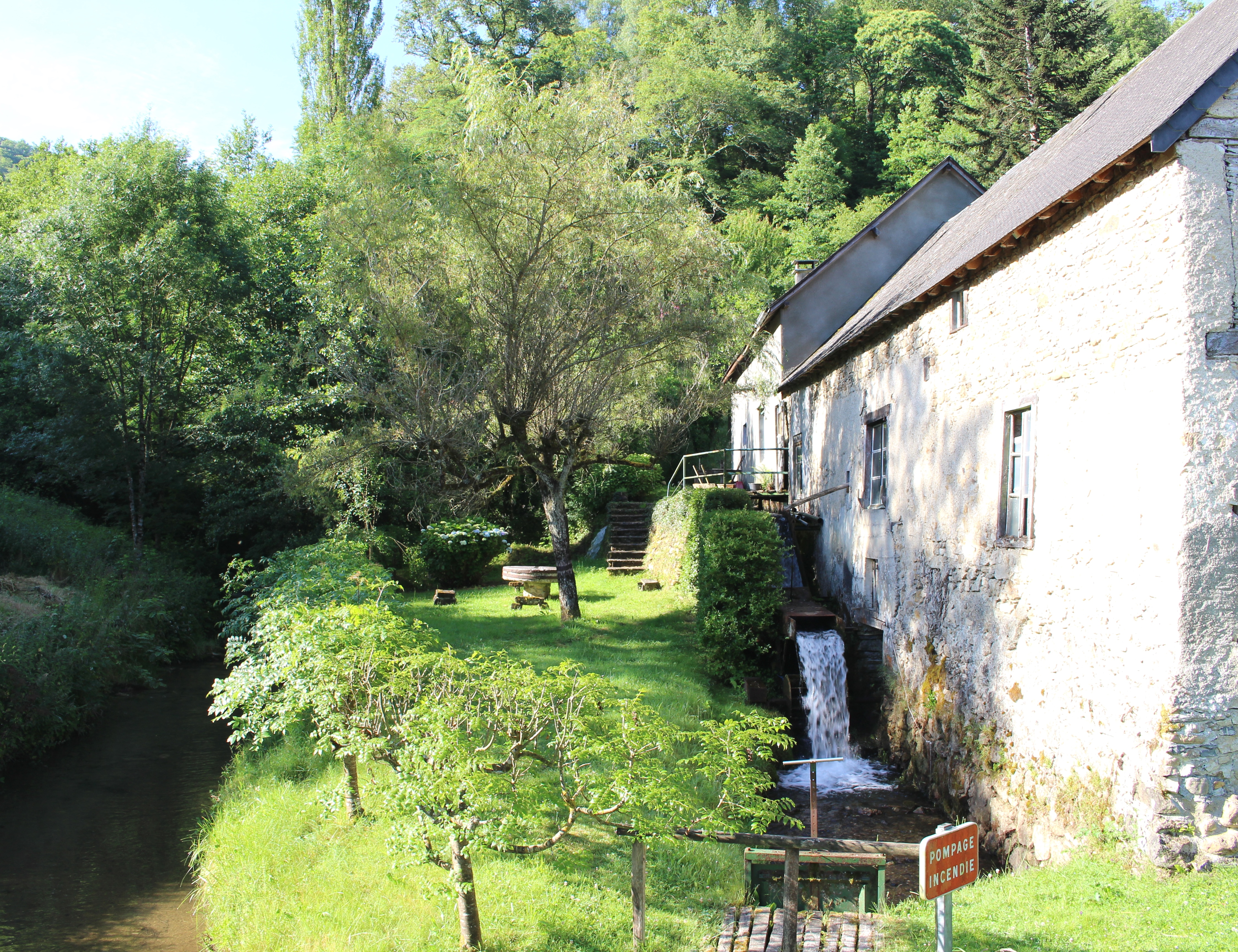
Wassermühle

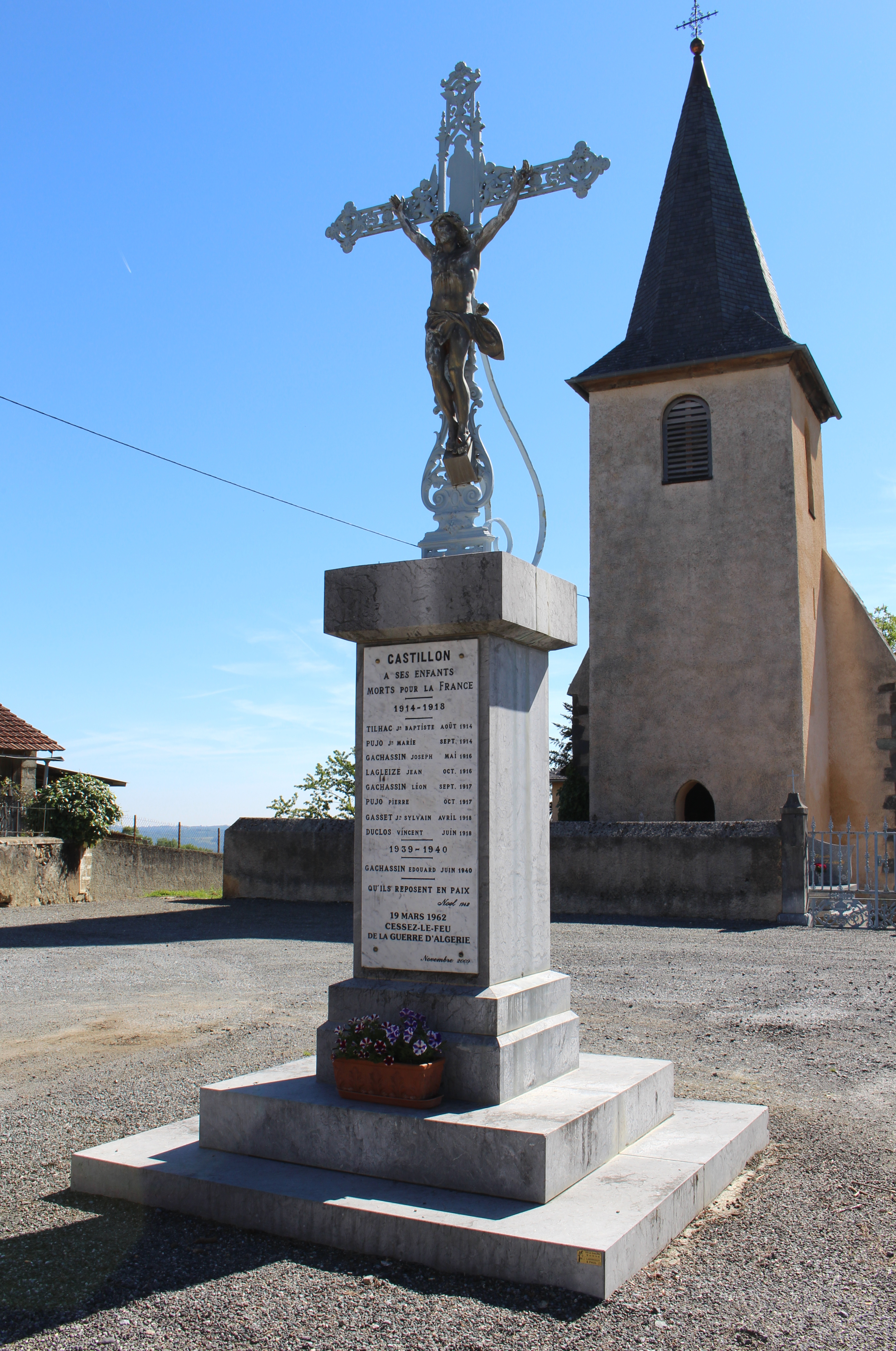
Gefallenendenkmal

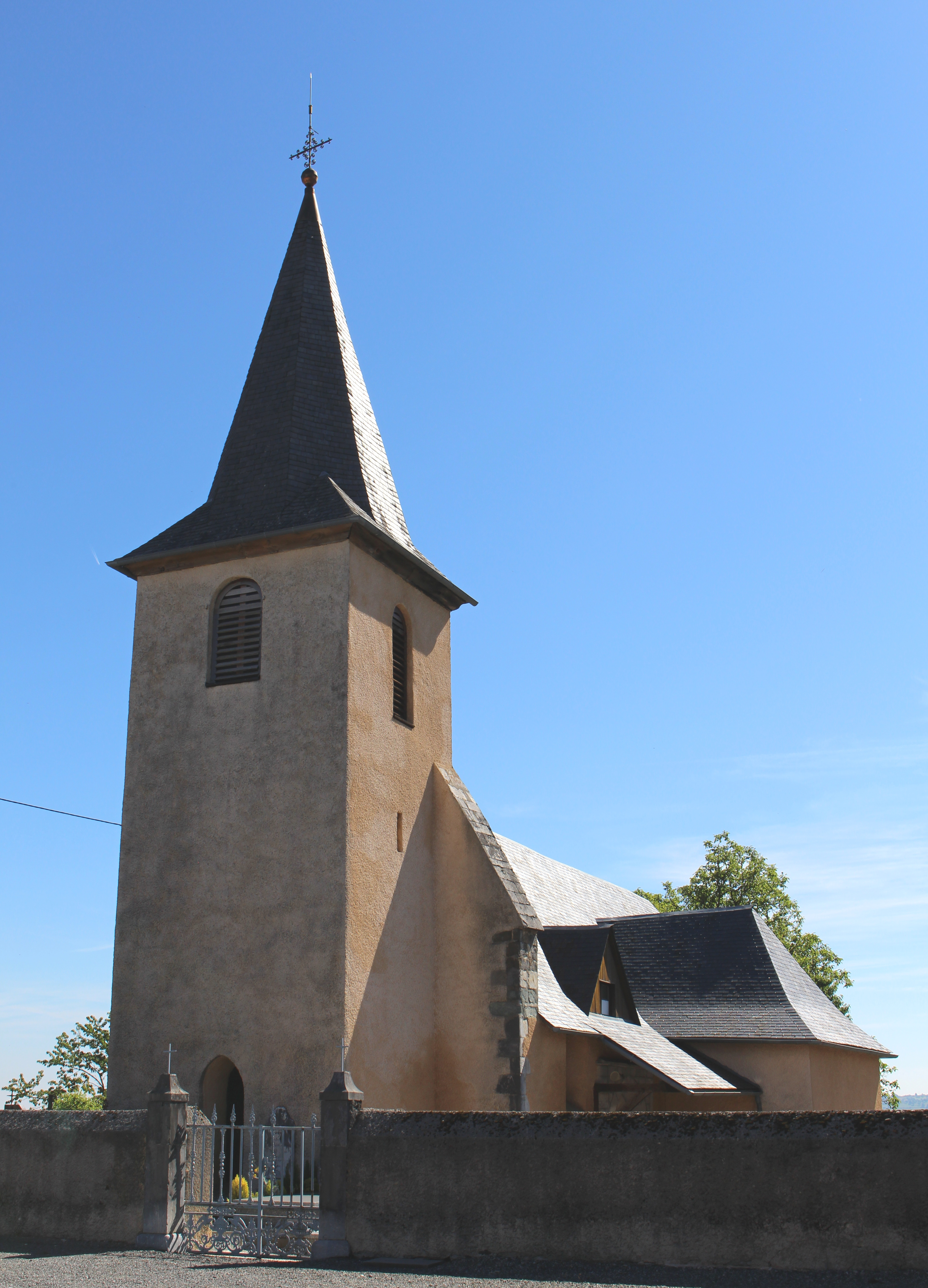
Pfarrkirche Saint-Laurent
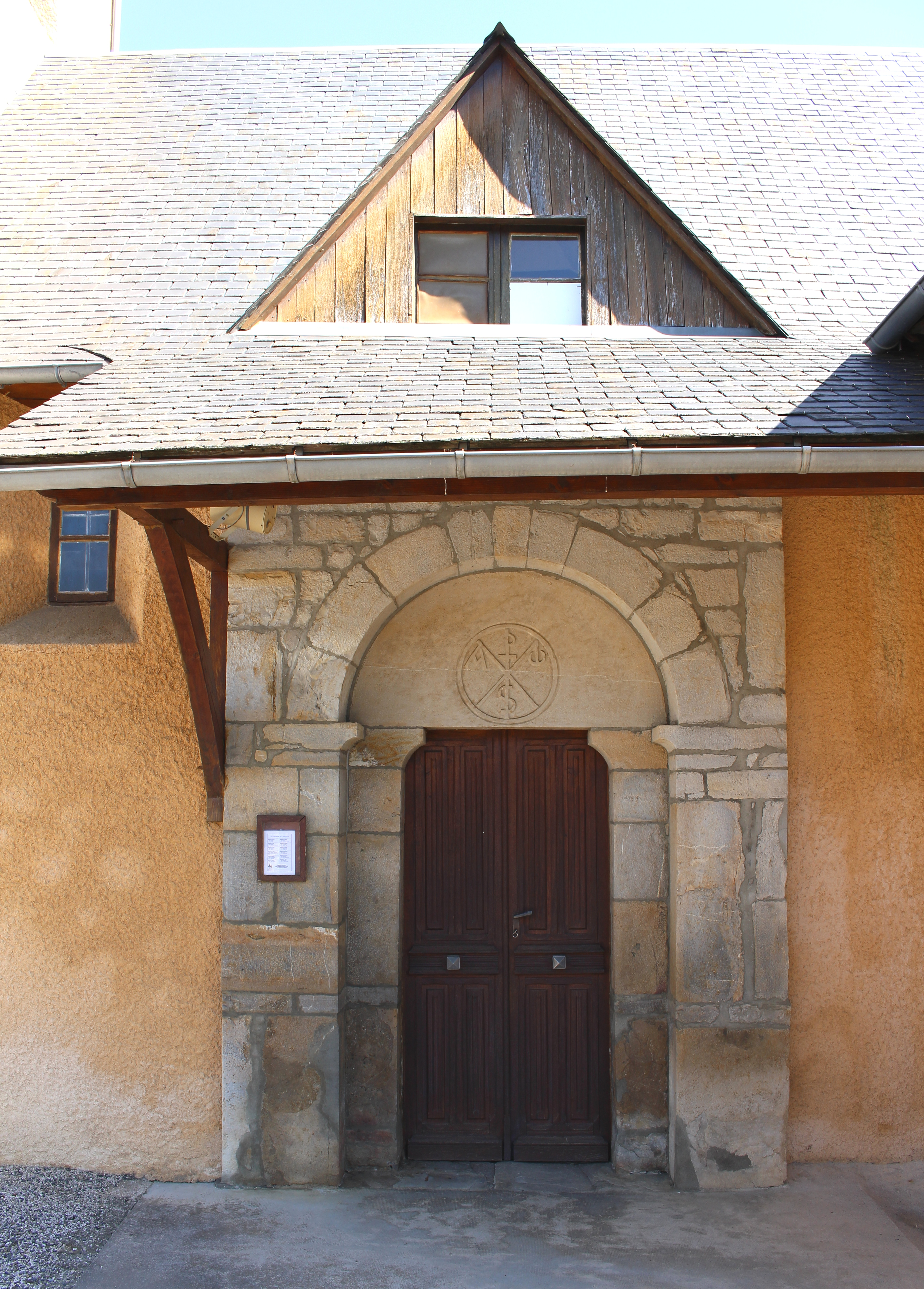
Eingangsportal
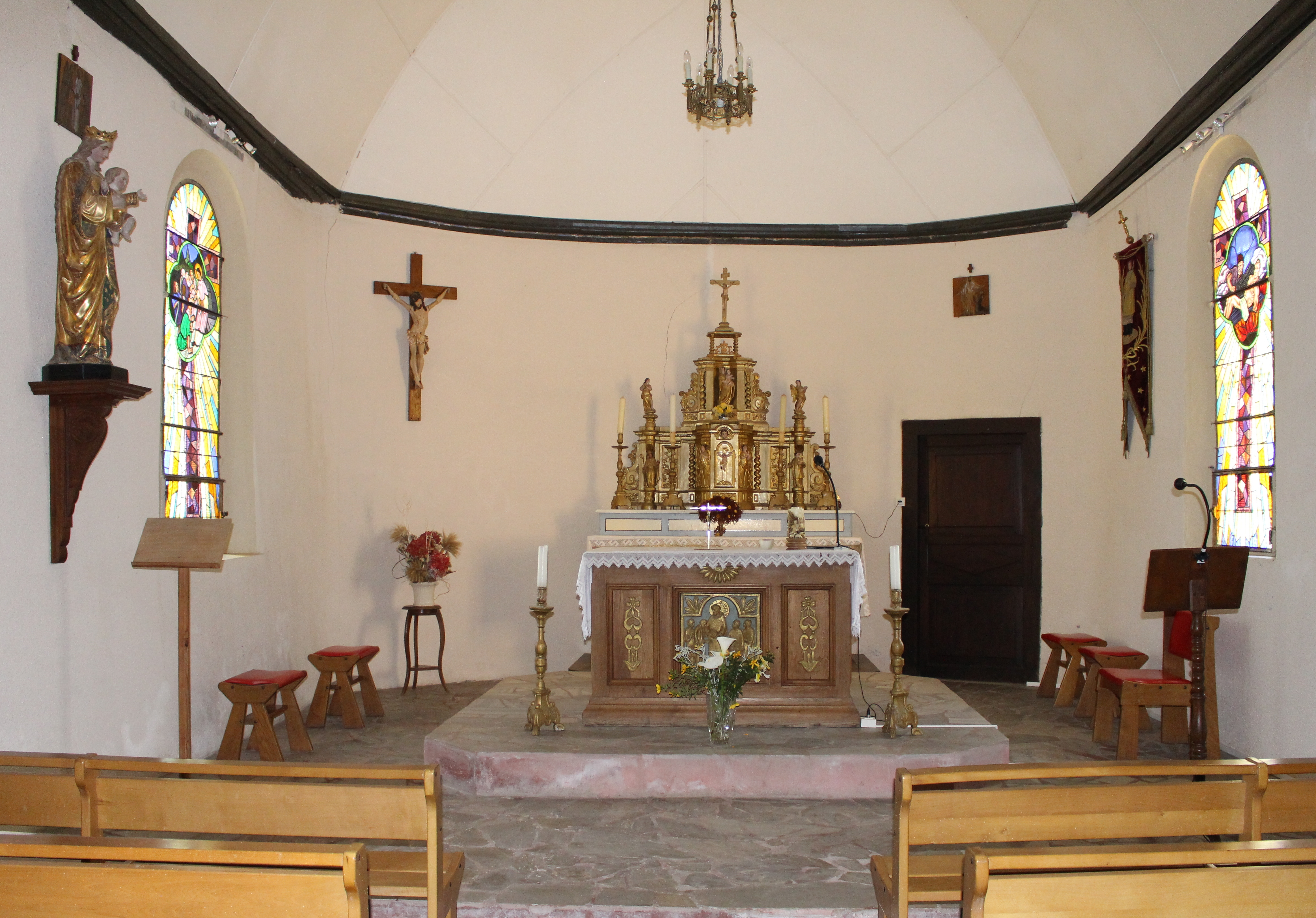
Blick auf den Chor

- Pfarrkirche Saint-Laurent
- Eingangsportal
- Blick auf den Chor

## Wirtschaft und Infrastruktur
Castillon liegt in den Zonen AOC der Schweinerasse Porc noir de Bigorre und des Schinkens Jambon noir de Bigorre.

Logo des Jakobswegs

### Sport und Freizeit
- Der Fernwanderweg GR 78, genannt La voie des Piémonts, führt von Carcassonne nach Saint-Jean-Pied-de-Port auch durch das Zentrum von Castillon. Er gilt als Jakobsweg neben den vier Hauptwegen in Frankreich.[6]
- Der Fernwanderweg GR de Pays Tour des Baronnies de Bigorre verläuft parallel zum GR 78 und führt ebenfalls durch das Zentrum der Gemeinde.[7]

### Verkehr
Castillon ist über die Routes départementales 139 und 260 erreichbar.